# 玛丽王后学校
玛丽王后学校是一间位于英国北约克郡Topcliffe、由Woodard有限公司于1921年创办的独立女校，以国王佐治五世的王后特克的瑪麗（Mary of Teck）命名。

## 历史
玛丽王后学校由Woodard有限公司于1921年创办，原址Duncombe Park，是一间收7至13岁女学生的寄宿预备学校。
1985年，玛丽王后学校迁至现址，Baldersby Park。它使玛丽王后学校能够扩展预备部与使学生能够留校至16岁完成普通中等教育证书。

## 职员
McKenzie Johnston，校长

Mrs.Hannam Walpole，副校长

Mr.Nuttall，教务主任

Mrs.Hickling，寄宿主管

Mrs.Wright，资产与财政主管

Mrs.Robeson,招生主任

Mrs.Collin，学校秘书

## 成绩

### 2010年8月普通中等教育证书考试成绩
玛丽王后学校所有测验合格率为93.9%。A*~A率为48.51%。